# Jordan Rhodes
Jordan Luke Rhodes (Oldham, 5 februari 1990) is een Schots voetballer die bij voorkeur als aanvaller speelt. Hij verruilde Middlesbrough in juli 2017 voor Sheffield Wednesday, dat hem in het voorgaande halfjaar al huurde. Rhodes debuteerde in 2012 in het Schots voetbalelftal.

## Clubcarrière

### Derde en vierde divisie
Rhodes begon z'n profcarrière bij Ipswich Town. Die club leende hem driemaal uit. Eerst aan Oxford United FC, daarna aan Rochdale en vervolgens aan Brentford. Bij die laatste club presteerde hij sterk met 7 doelpunten in 14 wedstrijden. Op 31 juli 2009 tekende Rhodes een vierjarig contract bij Huddersfield Town, dat toen in de Third Division uitkwam. Hij maakte z'n debuut voor die club in het 2-2 gelijkspel tegen Southend United, waar hij als invaller de gelijkmaker scoorde.

### Blackburn Rovers
Op 30 augustus 2012 legde Blackburn Rovers Jordan Rhodes vast voor een bedrag van ongeveer 10 miljoen euro. Op 1 september 2012 maakte Rhodes z'n debuut tegen Leeds United. Op 15 augustus scoorde hij tweemaal tegen Bristol City. Op 6 november scoorde hij tegen z'n oude club Huddersfield Town. Op 17 november scoorde hij een hattrick tegen Peterborough United. Blackburn Rovers won met 4-1.

### Middlesbrough FC
In januari 2016 legde Middlesbrough Jordan Rhodes vast voor een bedrag van ongeveer 9 miljoen pond. Na een half jaar promoveerde Rhodes met de club naar de Premier League.
1 McGregor ·
2 Hutton ·
3 Whittaker ·
4 Hanley ·
5 Martin ·
6 Maloney ·
7 Morrison ·
8 McArthur ·
9 Griffiths ·
10 Snodgrass ·
11 Bannan ·
12 Gilks ·
13 Conway ·
14 Naismith ·
15 Webster ·
16 Rhodes ·
17 Mackay-Steven ·
19 Burke ·
20 Armstrong ·
21 Marshall ·
22 Jack ·
23 Watt ·
Coach: Strachan